# Szőlőskislak
Szőlőskislak (u prijevodu ime znači "grozdasta mala kolibica") je selo u središnjoj zapadnoj Mađarskoj.

## Zemljopisni položaj
Fonyód je sjeverozapadno i zapadno, Čeja je jugozapadnije, Szőlősgyörök i Gyugy su južno, Latran i Latranska pustara su jugoistočno, Balatonlelle je sjeverozapadno uz obalu.

## Upravna organizacija
Nalazi se u Fonjodskoj mikroregiji u Šomođskoj županiji. Poštanski broj je 8630. Upravno pripada 1 km prema sjeveru udaljenom Balatonbogláru.

## Povijest
1986. je godine pripojen Boglárlelleu, a 1991. kad je to naselje opet razdvojeno na naselja iz kojih je nastalo, Balatonlelle i Balatonboglár izdvojen iz tog naselja, s Balatonboglárom je kao njegov sastavni dio izdvojen i Szőlőskislak.

## Znamenitosti
- dvorac Gaál

## Promet
1 km sjevernije nalazi se željezničkoj pruzi Budimpešta - Stolni Biograd - Velika Kaniža i državnoj cestovnoj prometnici br. 7. Južno prolazi cestovna prometnica E71 (M7).

## Stanovništvo
Szoloskislak ima 716 stanovnika (2001.). Većina su Mađari.

## Poznate osobe
- Theodore von Kármán, mađarsko-američki zrakoplovni inženjer i fizičar.